# Universidade Católica de Pernambuco
A Universidade Católica de Pernambuco (UNICAP), popularmente conhecida apenas como a Católica, é uma instituição de ensino superior privada, filantrópica e confessional, localizada em Recife. Criada em 27 de setembro de 1951 e reconhecida pelo Governo Federal por meio do Decreto 30.417 de 18 de Janeiro de 1952, sua origem remonta à primeira escola superior católica das regiões norte e nordeste do país, a Faculdade de Filosofia, Ciências e Letras Manuel da Nóbrega, fundada em 1943 por jesuítas.
A instituição oferece, atualmente, mais de 40 cursos de graduação, superior de tecnologia e educação à distância (EaD), sendo o curso de Direito o com mais alunos matriculados e o de Ciências Econômicas o mais antigo, criado em 1943.

## História
A Universidade Católica de Pernambuco originou-se da Faculdade de Filosofia, Ciências e Letras Manuel da Nóbrega, fundada em 1943 por jesuítas, primeira escola superior católica das regiões norte e nordeste do Brasil. Constitui-se no maior complexo educacional dos jesuítas no Brasil,[carece de fontes?] com aproximadamente quinze mil estudantes. Na área da graduação, registram-se, nos diversos cursos, cerca de cinquenta mil diplomados pela instituição, ao longo dos sessenta anos de atividades ininterruptas.

### Presidência da FIUC
A Federação Internacional das Universidades Católicas (FIUC) elegeu em 27 de julho, último dia da 24ª Assembleia Geral da FIUC — realizada em São Bernardo do Campo (São Paulo) —, o reitor da Universidade Católica de Pernambuco (UNICAP), padre Pedro Rubens Ferreira Oliveira, como presidente da FIUC para o próximo triênio (2012-2014).
A FIUC é composta de cerca de 200 universidades e instituições católicas de ensino superior de todo o mundo, que têm a disposição um secretariado permanente encarregado de executar as orientações e políticas, tal como estabelecido pela Assembleia Geral e os órgãos administrativos. 
Reconhecida pela Unesco (Organização das Nações Unidas), no âmbito da educação, ciência e cultura, e pelo Papa Pio XII, a FIUC é a mais antiga associação de universidades católicas do mundo.
A cada três anos, a Federação realiza uma Assembleia Geral para debater temas relacionados ao segmento e eleger o corpo executivo e administrativo. O último evento foi realizado no Brasil, entre os dias 23 e 27 de julho deste ano em São Paulo. A penúltima edição ocorreu em novembro de 2009 em Roma (Itália). É a terceira vez que a FIUC é realizada no Brasil (em 1960: na PUC-RJ; e em 1978, na PUC-RS).

### Complexo Universitário Jesuíta
A Católica é composta por dez prédios no seu campus da Boa Vista. Possui cerca de dez núcleos de práticas jurídicas (NPJ) espalhados por todo Grande Recife. Ainda conta com a Unicap Jr. - empresa júnior da universidade. Além da Clinica-escola de Psicologia e Fonoaudiologia e a Clínica de Fisioterapia e Terapia Ocupacional, que chegou a ser confundida como o MEC como clínica com estrutura de hospital universitário, haja vista os recursos da clínica, referência no Norte/Nordeste.
A instituição possui a maior e mais moderna biblioteca do Norte-Nordeste, a Biblioteca Central Padre Aloísio Mosca de Carvalho SJ. 
Ainda funciona em seu campus universitário da Soledade/Boa Vista, no antigo Colégio Nóbrega, o Liceu de Artes e Ofícios de Pernambuco, sua escola de aplicação que oferece Educação Básica e profissionalizante. 
Há também o Museu de Arqueologia, referência em Pernambuco que funciona no Palácio da Soledade, antiga sede do governo da Confederação do Equador e que hoje compõe o campus da Unicap, abrigando o Instituto do Patrimônio Histórico e Artístico Nacional (IPHAN) e o Santuário de Nossa Senhora de Fátima.
A Universidade Católica de Pernambuco ainda dispõe de um prédio na Praça da República, o mais importante quadrilátero histórico do Recife. No prédio funcionava o Liceu de Artes e Ofícios e deve passar a ser um centro cultural.

### Reconhecimento nacional
A Universidade teve dez de seus cursos listados entre os melhores do País, segundo o Guia do Estudante, da Editora Abril em 2007. A Unicap recebeu 33 estrelas de certificação de qualidade. Um reconhecimento nacional pelo trabalho da instituição no ramo de ensino.
Em 2011 o desempenho da Unicap foi ainda mais expressivo, obtendo estrelas em 13 cursos.
Numa crescente evolução acadêmica, no ano de 2012 a Unicap obteve certificações da Editora Abril em 15 cursos. Se em 2007 a instituição recebeu 33 estrelas, em 2012 recebeu 52.
Em 2018, a UNICAP foi a única instituição do Norte/Nordeste a receber nota 5 (máxima) no curso de Direito.

#### Ensino e pesquisa
A instituição tem mais de 220 projetos de pesquisa realizados junto à Facepe e ao CNPQ. Um desses projetos "Desenvolvimento sustentável do município do Rio Formoso (PE)" foi apontado como um dos cinco melhores no prêmio Sustentabilidade (Editora Abril/Banco Real), sendo o único representante do Norte-Nordeste escolhido entre os mais de 300 trabalhos inscritos de todo o País.

#### Avaliação do Ministério da Educação (MEC)
Em 2008 a universidade foi apontada pelo Ministério da Educação como a melhor universidade particular de Pernambuco.
Em uma avaliação institucional, numa escala de 1 a 5, a Unicap recebeu nota 4 e foi apontada como uma das melhores universidades do Brasil, pelo MEC.

#### JC Recall
A Católica é a maior vencedora do prêmio JC Recall de Marcas - categoria Educação, conquistando por 7 anos consecutivos o título de instituições de superior mais lembrada pelos pernambucanos. O prêmio é promovido pelo Jornal do Commercio, o maior jornal do Norte-Nordeste.

## Biblioteca Central
A Biblioteca Central Padre Aloísio Mosca de Carvalho, SJ é um órgão suplementar da Universidade Católica de Pernambuco, vinculada à Pró-reitoria de Graduação, tem como objetivo básico de proporcionar suporte informacional às atividades de ensino, pesquisa e extensão.
O acervo da BC reúne 119.984 títulos, num total de 269.549 exemplares referentes a livros, teses, dissertações; 3.837 títulos de Periódicos e 4.316 Materiais Especiais, sendo 3.536 fitas de vídeo e os demais materiais distribuem-se em CD-ROM, CD musicais, DVD, disquetes, slides, ilustrações e outros, 145 manuscritos, 22 títulos em braille e bases de dados on-line e em cd-rom, todos representados no Sistema de Automação. Com a implantação do Software Pergamum, o acervo pode ser consultado 24 horas, via Internet. Esta entre as maiores bibliotecas do Brasil.
A Biblioteca possui, também, coleções especiais como a produção docente de teses e dissertações da UNICAP, Coleções Pessoais (Prof. Doutor Moura Rocha, Nailton Santos, Pe. Nogueira Machado, Pe. Aníbal, Monsenhor Lóssio e outros), gradativamente recebendo tratamento técnico especializado.
A biblioteca também conta com um acervo de mais de 11 mil livros digitais (e-books).
O jardim da Biblioteca Central, localizado no coração do campus da Universidade, é local de convívio dos estudantes e também da pequena coleção aviária pertencente à instituição formada por patos, gansos, galinhas sedosas e o exótico pavões - sendo Thomas o mais famoso deles - que se tornaram mascotes afetivos não-oficiais utilizados pelo corpo docente e discente para se referir à Unicap.

## Curso de Medicina da Unicap
Avaliado com a nota máxima pelo Ministério da Educação (conceito 5) em março de 2020, o curso de Medicina da Unicap é voltado para a formação de profissionais comprometidos com a promoção e a atenção à saúde, com visão solidária, humanista, crítica e reflexiva. Para isso, os alunos têm aulas práticas já a partir do primeiro período, com visitas a Unidades Básicas de Saúde e integração com a comunidade. 
A estrutura conta com laboratórios e, ainda, com dois hospitais-escola - Maria Lucinda e Santa Casa de Misericórdia. O Hospital Maria Lucinda, inaugurado em 1929, e o Hospital Santo Amaro, inaugurado em 1870, são os hospitais universitários do curso de Medicina da Universidade Católica de Pernambuco. As unidades de saúde foram criadas pela Santa Casa de Misericórdia de Recife e continuam sendo filantrópicos e católicos. O primeiro conta com 185 leitos e o segundo com 130 leitos.
Além disso, os estudantes têm atividades extracurriculares, integram ligas acadêmicas e podem desenvolver projetos dentro do Programa Institucional de Bolsas de Iniciação Científica (Pibic).
O curso de Medicina da Unicap é o primeiro curso médico de uma universidade jesuíta do Brasil. Em maio de 2020, durante os primeiros meses da pandemia de Covid-19 no Brasil, a Unicap realizou a colação de grau dos primeiros 44 médicos formados na instituição. Atualmente a Unicap já formou 5 classes e já está em sua 17ª turma. 